# 戸田利兵衛 (二代)
二代 戸田 利兵衛（にだい とだ りへい、本名:富田 繁秋、1886年1月5日 - 1981年3月28日）は、日本の実業家。戸田組（現在の戸田建設）の社長・会長を務めた。

## 来歴・人物
茨城県出身。本名は富田繁秋。1913年に東京帝国大学卒業後、初代の戸田利兵衛に子が恵まれなかったことにより養嗣子として迎えられ、初代没後の1920年に2代戸田利兵衛を襲名し、社長に就任した。
初代戸田利兵衛が築いた戸田組を、1924年の横浜出張所を皮切りに、1931年に名古屋出張所、1936年に大阪支店、1937年に釜石出張所を開設し、全国組織の総合建設業者へと成長させた。また、この間の1936年には戸田組を資本金200万円の「株式会社戸田組」とした。1948年、東京建設業協会初代会長に就任した。1961年、本社屋である新八重洲ビルを完成させ、同年社長の座を子の戸田順之助に譲り会長となった。1980年、二代戸田利兵衛の強い意向により、翌年の戸田建設創業100周年記念事業のひとつとして戸田育英財団の設立準備が開始された。
2代利兵衛が東京帝国大学出身である縁から学士会館を戸田組が施工する際、昔のクラスメイトから「君は今は請負業者なのだから、学士と対等な口をきいて一緒に歩くものではない」と叱責されたとされている。
また普通選挙法が制定される前の衆議院議員選挙法（明治33年3月29日法律第73号）第13条２項では請負業者は被選挙人になり得ないという規定もあったとして、当時の請負業に従事する者の地位は低いとする見解がある。この規定は「政府と請負をする者」は、被選挙権を有しないという規定で、政府と契約関係にあるものが議員となるのは公平を欠くとするもので、同様の規定は、現行の地方自治法第92条の2にも存在している。従って請負業に従事する者の地位は低いという根拠にはならないが誤解とはいえ、そのような認識が存在していたことも事実である。
このような経験から、建築請負業者の身分改善運動にも取り組んだ。墓所は多磨霊園。